# Nuria C. Botey
Nuria C. Botey (Madri, 8 de março de 1977), nascida Nuria Calderón, é uma escritora espanhola de fantasia, ficção cientifica e terror.

## Trajectória
Doutora em Psicologia social pela Universidade Complutense de Madrid, tem trabalhado como professora de estudos universitários de Psicologia. Botey tem sido membro da Tertulia Madrilena de Literatura Fantástica (TerMa), da Associação Espanhola de Escritores de Terror (Nocte) e do grupo literário A Hermandad Poe, coordenado pelo poeta Fernando López Guisado. Tem escrito também literatura infantil e novela erótica de temática LGBT, com o pseudónimo Pablo Castro.

## Obra
Botey tem colaborado em muitas obras colectivas como na Visões de 2005, antologia auspiciada pela AEFCFT, Artifex ou Axxón, as antologias de terror Paura, O sangue é vida (2010), Taberna Espectral (2011), Legendarium (2012), ou Anatomias Secretas (2013). É autora do livro de micro-relatos Circo de Pulgas (2011) publicado mais tarde como Mosquitos en tu alcoba (2014) e na antologia de relatos Vocês justificais minha existência (2012), mais tarde Nunca beijes um estranho (2016), pela que recebeu em 2013 o Prémio Nocte. No ano 2017 publicou a novela Prata pura, um lobo homem em Madrid.
Também participou na antologia de relatos infantis Os terríveis contos de Raxnarín, uma iniciativa solidária para apoiar projectos de integração de menores afectados de espinha bífida. Seu conto "A evolução da espécies" tem sido traduzido para o francês na antologia Monstres! por Marie-Anne Cleden. Como Pablo Castro tem publicado duas novelas eróticas: Os garotos da Costa Azul (2007) e Hollywood Life (2008).

## Prémios e reconhecimentos
Em 1993, com 16 anos, Botey obteve seu primeiro galardão: o I Prémio Os Novos de Alfaguara com seu relato Uma autêntica pena. Ademais, foi a primeira mulher a ganhar o Prémio Pablo Rido de relato curto fantástico (2003) com a obra Dancing with an Angel. No ano seguinte, obteve o XVII Prémio Clarín de Contos com o relato Vocês justificais minha existência, incluído na recompilação do mesmo nome que ganhou o Prémio Nocte 2013 pela Melhor Antologia Nacional de Relatos.
Em 2014, foi premiada pela revista Ultratumba como melhor relato aparecido na antologia Anatomías Secretas. Por Suburbano obteve o quarto prémio no IV Prémio de Relato Breve Solidariedade Operária "Um metro de 350 palavras" (2006), no qual obteve também o segundo prémio por Taquilleras em sua VI edição em 2008.